# کلچا گورنا
کلچا گورنا (به لهستانی:  Klecza Górna) یک روستا در لهستان است که در گمینا وادوویتسه واقع شده‌است. کلچا گورنا ۷۱۶ نفر جمعیت دارد.